# Koh-i-Noor Hardtmuth

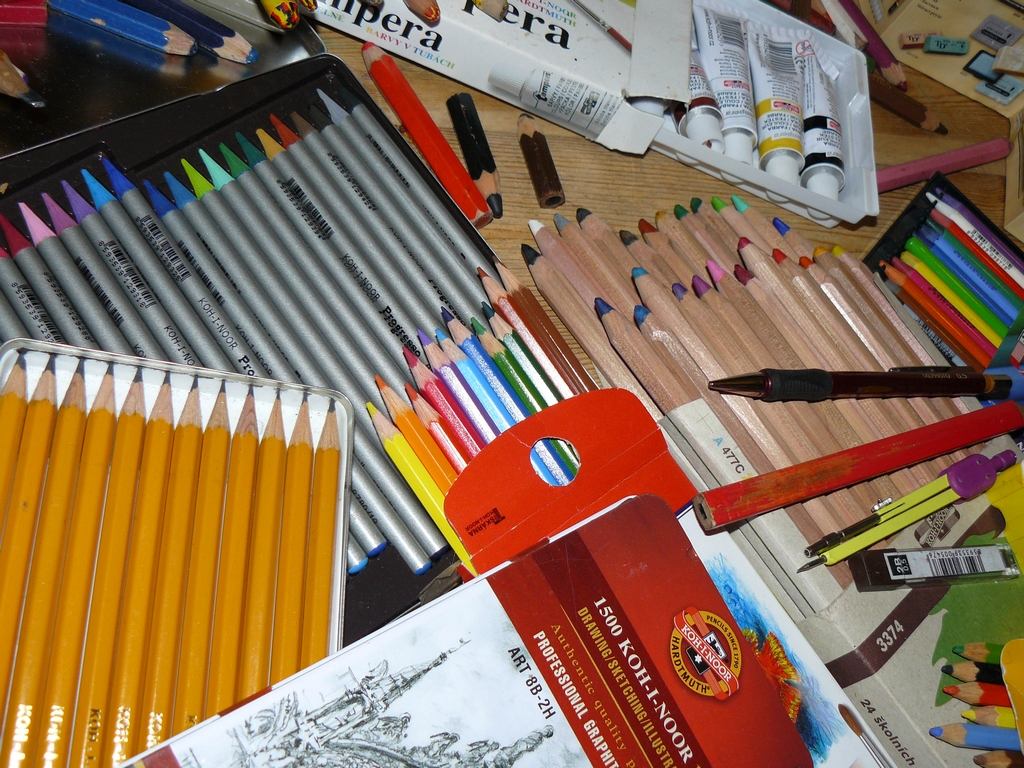
Quelques produits actuels de Koh-i-Noor Hardtmuth.

Koh-i-Noor Hardtmuth a.s. est un fabricant tchèque de crayons, stylos et articles d'art. Créée en 1790 à Vienne par l'Autrichien Joseph Hardtmuth (1758-1816), la société prit le nom du Koh-i-Noor, célèbre diamant indien.
En 1802, elle breveta la première mine de plomb faite d'une combinaison d'argile et de graphite. Cette mine représentait un progrès, car elle permettait l'emploi de graphite de qualité inférieure aux procédés existants.
La compagnie a été transférée à České Budějovice en 1848. Elle a été nationalisée en 1945 et privatisée en 1992. Elle possède des filiales en Europe orientale, Italie, République populaire de Chine et Russie.
En 2015, la société a annoncé la fermeture de ses sites de production en Chine et leur relocalisation en Europe.